# عمر أحمد
عمر أحمد (بالإنجليزية: Omar Ahmed) (مواليد 29 ديسمبر 1979) هو ملاكم كيني، مثّل بلاده في الألعاب الأولمبية الصيفية 1996.

## روابط خارجية
عمر أحمد على موقع اللجنة الأولمبية الدولية (الإنجليزية)
- عمر أحمد على موقع أوليمبيديا (الإنجليزية)